# Plaissan
Plaissan é uma comuna francesa na região administrativa de Occitânia, no departamento de Hérault. Estende-se por uma área de 5,79 km². Em 2010 a comuna tinha 1 300 habitantes (densidade: 224,5 hab./km²).